# Strong (bier)
Strong Dwusłodowy is een Pools biermerk van lage gisting. Het bier wordt gebrouwen in Browar Warka te Warka. De brouwerij maakt onderdeel uit van de Grupa Żywiec (61% eigendom van Heineken) en mogelijk wordt het bier ook gebrouwen in een van de andere vier brouwerijen van de groep.
Het is een goudblonde lager (premium bier) met een alcoholpercentage van 6,5%. Her bier wordt op de buitenlandse markt uitgebracht onder de naam Warka Strong, met een alcoholpercentage van 7% (mogelijk met een aangepast recept).